# Griffith J. Griffith
Griffith Jenkins Griffith (4. ledna 1850 – 6. července 1919) byl velšsko-americký průmyslník, filantrop a vizionář.

## Život
Narodil se v roce 1850 ve Walesu a v roce 1865 ještě jako teenager odešel do Spojených států. Zpočátku se živil jako novinář v San Francisku a zabýval se hornictvím, později se stal důlním poradcem. Poté, co v 80. letech 19. století nashromáždil velké jmění díky investování do těžby zlatých dolů, daroval městu Los Angeles 12,2 km² půdy, z níž se stal Griffith Park, jeden z největších městských parků v Severní Americe. Dále odkázal peníze na výstavbu Greek Theatre, starořeckého amfiteátru a Griffithovy observatoře, která je dnes nejnavštěvovanější observatoří na světě.
Jeho odkaz je poznamenán událostí z roku 1903, kdy Griffith propadlý alkoholu a pod vlivem paranoidních představ postřelil svou manželku. Čin byl kvalifikován jako pokus o vraždu a Griffithova manželka v jeho důsledku přišla o oko. Griffith byl odsouzen na dva roky vězení.
Griffith J. Griffith sice používal titul colonel, ale jeho oficiální přidělení není doloženo. Během své služby u kalifornské národní gardy dosáhl hodnosti majora.